# یاکوف ادری
یاکوف ادری (به عبری: יעקב אדרי) سیاست‌مدار اسرائیلی و عضو حزب کادمیا است.
وی به جرم دریافت رشوه در پست معاون وزیر امنیت داخلی مورد بازجویی است. وی متهم است که به کمک یکی از کارمندان دادگاه، که اکنون زندانی و تحت بازجویی است این عمل را مرتکب شده‌است.